# غيل فيرموث
غيل فيرموث (5 أغسطس 1985 بكريات يام في إسرائيل - ) هو لاعب كرة قدم بولندي وإسرائيلي في مركز الوسط. شارك مع منتخب إسرائيل تحت 17 سنة لكرة القدم ‏ ومنتخب إسرائيل تحت 19 سنة لكرة القدم ومنتخب إسرائيل تحت 21 سنة لكرة القدم ومنتخب إسرائيل لكرة القدم. أما مع النوادي، فقد لعب مع دي غرافشاب ومكابي حيفا ونادي غينت ونادي كايزرسلاوترن ونادي مكابي تل أبيب ونادي هبوعيل تل أبيب وهبوعيل حيفا و1. FC Kaiserslautern II ‏.

## وصلات خارجية
- غيل فيرموث على موقع الاتحاد الدولي (مؤرشف)  (الإنجليزية)
- غيل فيرموث على موقع الاتحاد الأوربي (الإنجليزية)
- غيل فيرموث على موقع قاعدة بيانات كرة القدم.إي يو (الإنجليزية)
- غيل فيرموث على موقع ناشيونال فوتبول تيمز (الإنجليزية)
- غيل فيرموث على موقع Soccerway.com (الإنجليزية)
- غيل فيرموث على موقع عالم كرة القدم.نت (الإنجليزية)
- غيل فيرموث على موقع AS.com (الإسبانية)